# Det store jobræs
Det store jobræs er en dansk dokumentarfilm fra 1980, der er instrueret af Anne Vinterberg, Dan Säll og Kalle Høver.

## Handling
I 1980 blev der lavet en udstilling i Huset om arbejdsløshed. Udstillingen var bygget op som et forhindringsløb, der blev gennemløbet af 7 arbejdsløse. Ind imellem er der interviews med de arbejdsløse, hvor forhindringsløbet sammenlignes med forholdene i virkeligheden.